# Eszopiklon

Schematisk bild över ämnets uppbyggnad.

Eszopiklon är det verksamma ämnet i vissa insomningsmediciner. Eszopiklon är S-stereoisomeren av zopiklon och påverkar GABA-receptorerna i hjärnan.
Eszopiklon marknadsförs i USA av läkemedelsföretaget Sepracor under namnet Lunesta. Läkemedlet finns ännu inte i Sverige (enligt FASS) (augusti 2022).[källa behövs]